# Джефф Нун
Джефф Нун (англ. Jeff Noon, р. 1957) — англійський письменник, автор трилогії «Вірт» та кількох театральних п'єс.

## Біографія
Джефф Нун народився в 1957 році в місті Дройлсден, Велика Британія. Після закінчення університету працював у книжковому магазині протягом п'яти років. Його книжки часто асоціюють з жанром наукової фантастики, хоча, насправді, його творчість наближена до творчості таких письменників, як Льюїс Керролл і Хорхе Луїс Борхес і жанру кіберпанк. У багатьох книгах Джеффа Нуна дія розгортається в Манчестері.

## Вірт (1993)
«Вірт» — це історія про хлопця на ім'я Скріббл, і його компанії, які називають себе «Таємні Райдери». Вони розшукують зниклу сестру Скріббла — Дездемону. У світі Вірта існує альтернативна реальність, потрапляти в яку можна, якщо класти в рот пір'я різних кольорів. У цьому світі сни, міфи і образи людської фантазії знаходять реальність.

## Пилок (1995)
«Пилок» — це друга частина трилогії «Вірт». У книзі розповідається про протистояння між реальним світом і світом Вірта.

## Автоматична Аліса (1996)
Нун представляє «Автоматичну Алісу» як продовження двох відомих книг Льюїса Керролла, Аліса в Країні Чудес і Аліса в Задзеркаллі. У книзі подорожі Аліси тривають у Манчестері майбутнього, населеного Виконавчими гадами, людьми, хворими «невмоніей» і невидимим котом на ім'я Кварк.

## Німформація (1997)
«Німформація» — третя книга трилогії «Вірт». У книзі розповідається історія проведення лотереї в Манчестері і групи людей, яка намагається зламати секрети цієї гри. Крім того, паралельно пояснюється походження деяких деталей зустрічаються у двох попередніх книгах, так як події розгортаються до світу Вірта.

## Кинуті машини (2002)
«Еталон психоделічного роману-катастрофи». «Кинуті машини» — історія про жінку Марлін, яка мандрує по Англії за завданням колекціонера Кінгслі з компанією малознайомих людей: дівчинки Тапело, хлопця Павлина і дівчини Хендерсон. Країна охоплена дивною хворобою, яка передається через книги і дзеркала і характеризується як «шум». Переплетення подій реальності і вигадки. Роман, насичений стражданнями і запеклою боротьбою з дивною хворобою.

## Твори
Романи і повісті
- Вірт /Vurt (1993, премія Артура Кларка 1994 року)
- Пилок /Pollen (1995)
- Автоматична Аліса /Automated Alice (1996)
- Німформація /Nymphomation (1997)
- Needle in the Groove (2000)
- Cobralingus (2000)
- Покинуті машини /Falling Out of Cars (2002)
- Falling Out of Cars (2002)

Збірки оповідань
- Pixel Juice (1998)
- Cobralingus (2001)
- Mappalujo (2002; у співавторстві зі Стівом Бірдом)

П'єси
- Woundings (1986)
- Vurt — The Theatre Remix (1998)
- The Modernists (2003)

## Джерело
Джефф Нун: біографія [Архівовано 4 березня 2016 у Wayback Machine.]